# Граф, Эрнст
Эрнст Граф (нем. Ernst Graf; 26 июня 1886, Шёнхольцерсвилен — 18 августа 1937) — швейцарский органист.
Изучал филологию в Базельском университете, в 1907—1912 гг. учился в Базельской консерватории у Адольфа Хамма и Ханса Хубера (орган), Эдгара Мунцингера и Георга Хэзера (композиция). В 1912 г. совершенствовался как органист в Лейпциге у Карла Штраубе.
С 1912 г. и до конца жизни органист Бернского собора. Ввёл в практику концерты по воскресным утром, обычно с участием вокалистов, включал в репертуар старинную музыку, особенно сочинения Клаудио Монтеверди. В 1922—1930 гг. курировал работы по обновлению органа в соборе.
В 1913—1928 гг. преподавал церковную музыку на богословском факультете Бернского университета. Одновременно преподавал различные дисциплины в Бернской консерватории, уже в 1913 г. курировал установку органа в зале консерватории.
Автор церковной музыки и ряда дидактических пособий.